# Westfälische Bucht
Die Westfälische Bucht, auch Münsterländer oder Westfälische Tieflands- oder Flachlandsbucht, ist eine flache Landschaft, die sich im Wesentlichen in Westfalen befindet und nur zu sehr geringen Teilen in Nordrhein (äußerster Südwesten) und Niedersachsen (Randgebiete im Norden) liegt. Sie ist, nach der Niederrheinischen Bucht und zusammen mit dem sich westlich anschließenden Niederrheinischen Tiefland, der zweitsüdlichste Teil der Norddeutschen Tiefebene in Westdeutschland.
Die Westfälische Bucht besteht aus den einzelnen Teilen des Münsterlandes, dem sich im westlichen Süden anschließenden Emscherland sowie, noch südlicher, den das Sauerland flankierenden Gebieten rund um den Hellweg.
Naturräumlich stellt die Westfälische Bucht eine Haupteinheitengruppe dar und wird im Handbuch der naturräumlichen Gliederung Deutschlands mit der Kennzahl 54, im System des BfN in gleichen Grenzen mit D34 klassifiziert. Abweichend von der naturräumlichen Umgrenzung und Gliederung kann die Bucht auch auf verschiedene andere Weisen geomorphologisch interpretiert und begrenzt werden, insbesondere durch Eisrandlagen der Kaltzeiten.

## Naturräumliche Gliederung
Die Haupteinheitengruppe Westfälische Bucht gliedert sich naturräumlich wie folgt in Haupteinheiten (dreistellig):
- (zu Norddeutsches Tiefland)
  - 54 (=D34) Westfälische Bucht
    - 540 Ostmünsterland
    - 541 Kernmünsterland
    - 542 Hellwegbörden
    - 543 Emscherland
    - 544 Westmünsterland
    - 545 Westenhellweg

## Lage und Grenzen
Der Charakter einer Bucht liegt in der Westfälischen Bucht darin, dass sie nach Nordosten bis Osten durch Teile des Niedersächsischen Berglandes und nach Süden durch den Norden des Süderberglandes unmittelbar durch Mittelgebirge abgegrenzt wird, die die Bucht um mehrere hundert Meter überragen.
Die Grenzlinie des Naturraumes verläuft im Uhrzeigersinn, beginnend im Norden, von Rheine ausgehend nach Südosten entlang der Südkante des Teutoburger Waldes von südwestlich Osnabrücks über (knapp) südwestlich Bielefelds bis zur Nahtstelle des Teutoburger Waldes zum Eggegebirge. Ab hier verläuft die Grenze zur der Egge vorgelagerten Paderborner Hochfläche nach Südsüdwesten über Paderborn und Büren.
Ab östlich Rüthens verläuft die Grenze zum Nordsauerländer Oberland (inklusive Arnsberger Wald) in westliche Richtung, passiert unmittelbar südlich des Haarstranges den Möhnesee und verläuft südlich des Hellwegs dann an der Nahtstelle zum Niedersauerland bis südlich Dortmunds, von wo aus der Verlauf nach Westen weiter nördlich des Ardeygebirges und sich anschließender Teile des Niederbergisch-Märkischen Hügellandes über den Süden Bochums und Essens an den Ruhrhöhen bis zu einer Anhöhe (164,7 m) nördlich von Kettwig und unmittelbar vor Mülheim geht.
Von östlich Mülheims verläuft die nunmehr nach Norden verlaufende, landschaftlich unauffällige Grenze zum Niederrheinischen Tiefland über Bottrop, Dorsten, Borken und schließlich, entlang der Grenze zu den Niederlanden, nach Gronau.
Rein geomorphologisch verläuft die Südwestgrenze zur flacheren Rheinebene noch etwas westlicher: So schließen sich die Niederrheinischen Sandplatten (Haupteinheit 578) mit Oberhausen, Hünxe und Bocholt ohne spürbare Höhenstufe westlich an das Westmünsterland an und fallen erst zu Issel- (576) und Mittlerer Niederrheinebene (575) merklich nach Westen ab. In ähnlicher Weise ist die Paderborner Hochfläche (Haupteinheit 362) im südlichen Osten geomorphologisch bis zu einem gewissen Grad ein natürlicher Teil der Bucht, die erst vom Eggekamm scharf begrenzt wird. An ihr stehen ähnliche Gesteine an wie am deutlich schmaleren Haarstrang, der sie nach Westen verlängert. Andererseits sind die Täler der Hochfläche, die von dem Flusssystem der Alme gebildet werden, deutlich eingetieft und unterscheiden sich merklich von den breiten und weniger tiefen Tälern des Münsterlandes. Ihr Übergang zu Obermöhne- und Almewald (334.6), Briloner Hochfläche (334.7) und Fürstenberger Wald (334.8) als Teile des Nordsauerländer Oberlandes (Haupteinheit 334) nach Süden verläuft ohne nennenswerte Höhenstufe.

### Städte
Größte Städte der Westfälischen Bucht sind im Südwesten die Großstädte des mittleren und östlichen Ruhrgebietes nördlich der Ruhr sowie die Städte Münster im Zentrum, Gütersloh und Paderborn in östlicher Randlage. Demgegenüber liegt von Bielefeld nur ein kleiner Teil des Südens (Brackwede, Senne, Sennestadt) im Norden der Bucht, während die Kernstadt durch den Kamm des Teutoburger Waldes abgetrennt wird.
Die einwohnerstärksten Städte der Westfälischen Bucht sind (in Klammern die Einwohnerzahlen in Tausenden, Stand: 31. Dezember 2017):
- Dortmund (ohne den Süden – 587)
- Essen (ohne den Süden – 583)
- Bochum (ohne den Süden – 366)
- Bielefeld (nur Sennestadt – damit nur 21 von 333)
- Münster (314)
- Gelsenkirchen (260)
- Oberhausen (nur minimale Anteile im Osten – kleine Teile von 211)
- Hamm (179)
- Herne (156)
- Mülheim (nur der Nordwesten – kleinere Teile von 171)
- Paderborn (nur Nordosthälfte – Teile von 149)
- Bottrop (bis auf den äußersten Westen – 117)
- Recklinghausen (113)
- Gütersloh (99)
- Witten (nur die Nordhälfte – Teile von 97)
- Lünen (86)

### Flüsse
Bedeutende Flusssysteme sind im Münsterland das Flusssystem der Lippe, die Oberläufe des Systems der IJssel mit Issel, Bocholter Aa, Schlinge, Berkel und Ahauser Aa, das System der Dinkel und das des Oberlaufs ihres Vorfluters Vechte, das System der oberen Ems sowie, im Emscherland, das der namensgebenden Emscher.
Rechte Zuflüsse der Möhne und des Ruhrunterlaufs spielen im äußersten Süden, am Hellweg, eine eher geringfügige Rolle.

### Höhenzüge und Inselberge
Im Münsterland liegen einige größere Höhenzüge und diverse Inselberge. Am Südrand hingegen liegen im Ostteil der Haarstrang und im Westen ein paar Fernableger des Rheinischen Schiefergebirges sowie Löss- und Schotteranhöhen. Nachfolgend werden, deklariertermaßen, auch ein paar noch gerade nicht im Naturraum liegende Höhenzüge aufgelistet. Die Höhenzüge sind nach ihrer Höhe über NHN geordnet, nach einem Gedankenstrich wird der jeweilige Naturraum angegeben; alle aufgeführten Erhebungen sind auch in der Reliefkarte eingezeichnet:
- Haarstrang; bis 391 m – 542.3 Haarstrang, Haupteinheit 542 Hellwegbörden
- Fürstenberg; 280 m; unmittelbar an der Mündung der Möhne; außerhalb des Naturraums – 3372.6 Fürstenberg, Haupteinheit 3372 Märkisch-Sauerländisches Unterland (siehe Bergisch-Sauerländisches Unterland)
- Ardeygebirge; bis 274,8 m; außerhalb des Naturraums – 3371.5 Ardey, Haupteinheit 3771 Niederbergisch-Märkisches Hügelland
- Henrichsknübel; 245 m; Nordosten von Fröndenberg, nördlich Mendens; außerhalb des Naturraums – 3372.2 Fröndenberger Hohenheide
- Kleiner Berg; 210 m; nordwestlich von Bad Rothenfelde; außerhalb des Naturraums, aber auch als innerhalb liegend interpretierbar – 534.32 Rothenfelder Osningvorland, Haupteinheit 534 Osnabrücker Osning; auch als Teil von Haupteinheit 540 Ostmünsterland interpretierbar
- Ruhrhöhen; bis 196 m im Ostflügel (Bochum-Stiepel); außerhalb des Naturraums – 3771.2 Ruhrtal (Nordteil davon)
- Baumberge; bis 188,7 m; östlich von Billerbeck; – 541.03 Baumberge, Haupteinheit 541 Kernmünsterland
- Stockumer Höhe bei (Witten-)Stockum; 177 m – 545.1 Stockumer Höhe, Haupteinheit 545 Westenhellweg
- Beckumer Berge; bis 174 m – 541.3 Beckumer Berge
- Coesfeld-Daruper Höhen; bis 166 m; Südwestteil der Baumberge im weiteren Sinne – 541.07 Coesfeld-Daruper Höhen
- Ruhrhöhen (Westflügel); bis ca. 165 m nördlich von (Essen)-Kettwig und am Baldeneyer Berg in Essen-Baldeney (nördlich des Baldeneysees); außerhalb des Naturraums – 3771.2 Ruhrtal
- Schöppinger Rücken; bis 158 m; östlich von Schöppingen; Nordwestteil der Baumberge im weiteren Sinne – 541.02 Schöppinger Rücken
- Haard (bis 156,9 m); nordwestlich von Oer-Erkenschwick (und südwestlich von Haltern) – 544.7 Haard; Haupteinheit 544 Westmünsterland
- Hohe Mark; bis 145,9 m; nordwestlich Halterns (Hauptteil von Hohe Mark (mit Rekener Kuppen) – 544.30 Zentralhügelland der Hohen Mark
- Rekener Berge; 133,8 m; Nordwesten von Hohe Mark (mit Rekener Kuppen) – 544.36 Rekener Berge
- Borkenberge bis 133,3 m; nordöstlich von Haltern – 544.5 Borkenberge
- Castroper Höhen; bis gut 130 m (an der Halde Schwerin sogar 151 m); bei Castrop-Rauxel – 545.0 Castroper Platte(n)
- Altenberger Rücken; bis 119 m im Südost- bzw. Hauptteil bei Altenberge – 541.05 Altenberger Rücken
- Werner Berg- und Hügelland, Nordostteil der Lipper Höhen bei Werne (nordwestlich von Hamm) – 541.52 Werner Berg- und Hügelland
- Vestischer Höhenrücken; bis 114 m; bogenförmig um Recklinghausen – 543.0 Vestischer Höhenrücken, Haupteinheit 543 Emscherland
- Delbrücker Rücken; bis 114 m; Grundmoräne bei Delbrück – 540.23 Delbrücker Rücken
- Cappenberger Höhen; bis 112 m; Südwestteil der Lipper Höhen bei Cappenberg (nördlich von Lünen)  – 541.50 Cappenberger Höhen
- Buchenberg; 111 m; Nordwestteil des Altenberger Rückens bei Steinfurt – 541.05 Altenberger Rücken
- Seppenrader Hügel; bis 110 m; bei Seppenrade, westlich Lüdinghausens – 541.22 Seppenrader Hügel
- Die Berge; bis 107,4 m; nordöstlich von Borken; äußerster Nordwesten von Hohe Mark (mit Rekener Kuppen) – 544.37 Die Berge
- Hünsberg; 106 m; südwestlich von Coesfeld – 544.42 Stevede-Merfelder Flachrücken
- Rothenberg; 95,6 m; bei Rothenberge östlich Ochtrups; Südwestteil der Rheiner Höhen – 544.06 Rheiner Höhen
- Bentheimer Höhenrücken; 95 m; in Bad Bentheim – 544.01 Bentheimer Berg
- Bentheimer Berg; 84 m; Bentheim-Gildehaus – 544.01 Bentheimer Berg
- Thieberg; 84 m; westlich Rheines; Nordostteil der Rheiner Höhen – 544.06 Rheiner Höhen
- Bentheimer Berg; 84 m – 544.01 Bentheimer Berg
- Tankenberg; 82 m; nordöstlich von Oldenzaal; außerhalb des Naturraums – Naturraum nicht ausgewiesen, jedoch Teil von 58 Dümmer-Geestniederung
- Isterberg; 68 m; bei Isterberg nördlich Bentheims – 544.00 Bentheimer Wald
- Lonnekerberg; 63 m; nordöstlich von Enschede; außerhalb des Naturraums – Naturraum nicht ausgewiesen, jedoch Teil von 58 Dümmer-Geestniederung
- Anhöhe im Süden Salzbergens; 56 m; nordwestlich Rheines – 544.05 Stoverner Sandplatte
- Samerrott; 53 m; südöstlich Schüttorfs – 544.05 Stoverner Sandplatte

## Begriffsdeutung
Der gelegentlich synonym für die Westfälische Bucht verwendete Begriff Münsterländische Bucht charakterisiert, dass ein Großteil der tiefgelegenen Ebenenfläche vom mittleren und östlichen Münsterland  eingenommen wird, ist also als pars pro toto zu verstehen.
Die Verwendung der Bezeichnung „Bucht“ verweist auf die geologische Entstehung dieser halb von Mittelgebirgszügen umschlossenen Landschaft, sie bildete einmal eine Meeresbucht des Kreidemeeres, deren Form heute noch in der Topografie abzulesen ist.

## Bewohner
Die Mehrheit der Einwohner der Westfälischen Bucht lebt in der südlichen Randzone, im Bereich des historischen Westfälischen Hellwegs, insbesondere im nördlichen Ruhrgebiet.

## Paläontologie
An verschiedenen Stellen in der Westfälischen Bucht hat man in kreidezeitlichen Schichten des Untergrundes Riesenammoniten gefunden, etwa beim U-Bahn-Bau in Dortmund. Diese Kopffüßer mit einem Schalendurchmesser von mehr als zwei Metern sind die größten bekannten Evertebraten.

## Die Westfälische Bucht im engeren und im weiteren Sinne

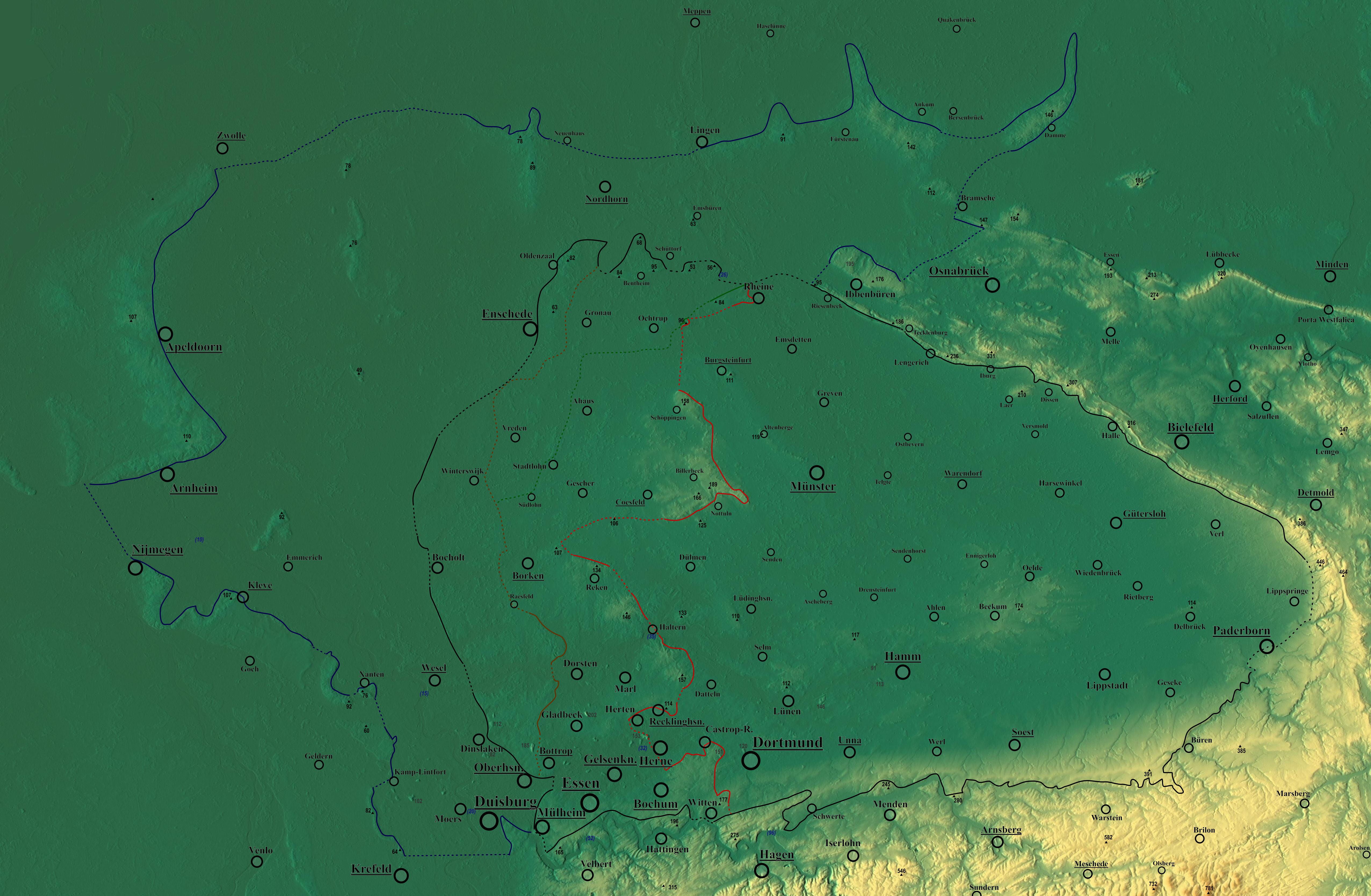
Relief der Westfälischen Bucht; in Schwarz Naturraumgrenzen (inkl. Niederrheinische Sandplatten, 578), in Braun die Westgrenze der Haupteinheitengruppe 54 (in Grün die Grenze von der Oberkreide zur Unterkreide), in Rot Grenzen der Bucht im engeren Sinne und in Blau Grenzen der Bucht im weitesten bzw. glazialen Sinne

Aus deutscher Sicht erscheint es sinnvoll, die Westfälische Bucht so zu definieren, dass sie in etwa dem Nordteil Westfalens entspricht, und sie nach Nordwesten an der niederländischen Grenze enden zu lassen. Ebenso erscheint es aus naturräumlicher Sicht sinnvoll, etwa die Paderborner Hochfläche bereits zum Niedersächsischen Bergland auszugrenzen. Es sind indes auch andere Umgrenzungen interpretierbar. Feste und scharfe Außengrenzen der Bucht sind aber in jedem Falle der Kamm des Teutoburger Waldes im Nordosten sowie die von Haarstrang, Ardeygebirge und Ruhrhöhen im Süden.

### Naturräumliche Großregion Westfälische Bucht
Die Westgrenze der naturräumlichen Großregion 54 entspricht weitgehend der genetischen Westgrenze der Oberkreide bzw., im Norden, der der Unterkreide zu Gesteinen des Oligozän. Oberkreide steht fast in der gesamten Bucht sowie auf der Paderborner Hochfläche an. In der Karte 1:1.000.000 des Handbuchs der naturräumlichen Gliederung Deutschlands von 1960 wird diese Grenze auch in den Niederlanden angedeutet bzw. kehrt nordwestlich von Ahaus für kurz nach Deutschland zurück. In der Verfeinerung 1:200.000 auf Blatt 83/84 Osnabrück/Bentheim derselben Autorin, die auch im Handbuch für die Gruppe zuständig war (Sofie Meisel), die 1961 erschienen ist, endet sie indes an der niederländischen Grenze westlich Bad Bentheims und kehrt im Blattbereich nicht zurück. Im südlichen Anschlussblatt Blatt 95/96 Kleve/Wesel (Wilhelm von Kürten 1977) ist sie ebenfalls auf der niederländischen Seite nicht eingezeichnet und beginnt auf deutscher zwischen Winterswijk und Borken.
Das Kernmünsterland (Haupteinheit 541) zieht sich von den Baumbergen und dem Schöppinger Rücken sowie dem Altenberger Rücken, der sich von Burgsteinfurt nach Münster zieht, nach Südosten zu den Lipper Höhen und den Beckumer Bergen nebst Ostabdachung und nimmt nominell auch das Tal der Lippe von zwischen Olfen und Datteln flussaufwärts bis Benninghausen im Westen des Stadtgebiets von Lippstadt ein. Nordöstlich und östlich davon liegt das Ostmünsterland (540) an Ems und oberer Lippe, nordwestlich bis westlich davon das Westmünsterland (544), das im Südosten die Höhenzüge der Halterner Berge enthält und im Süden das Tal der Lippe bis zum Westen von Dorsten.
Im lössreichen Süden der Bucht reichen die Hellwegbörden (542) von Paderborn im Osten bis zum Westen Dortmunds im Westen sowie in der Witten-Hörder Mulde bis Witten und unmittelbar vor das Tal der Ruhr. Westlich davon verteilt sich der Süden der Bucht auf zwei Haupteinheiten, nämlich das Emscherland (543) mit dem Vestischen Höhenrücken und dem Tal der Emscher von Dortmund bis Oberhausen im Norden und den weniger flachwelligen Naturraum Westenhellweg (545) unmittelbar nördlich des Ruhrtals zwischen Witten und Mülheim, in dem auch die Städte Bochum und Essen liegen.

### Die Westfälische Bucht im engsten Sinne
Zwischen dem nordwestlichen Kammende des Teutoburger Waldes und dem Westende des Rheinischen Schiefergebirges ist die Bucht durch diverse Höhenzüge abgeriegelt, zwischen denen jedoch flachwellige Schneiden mit Flussläufen stehen und die sich im Zickzack einander anschließen:
- Nordwestende des Teutoburger Waldes mit dem Huckberg (95,2 m) und seinen nordwestlichen Abdachungen
  - Mittellandkanal
- Stadtberg Rheine
  - Ems
- Thieberg (bis 84,2 m)
  - Steinfurter Aa und Vechte
- Rothenberg (95,9 m) bei Rothenberge
- Vechte
- Schöppinger Rücken (bis 157,6 m)
- Baumberge (bis 188,7 m)
- Hünsberg (106,2 m)
  - Kuhlenvenn; Moorgebiet mit Quelle des Heubachs (Oberlauf des Halterner Mühlenbachs) und des Uhlandbachs (zur Berkel)
- Rekener Berge (bis 133,8 m)
- Hohe Mark (bis 145,9 m)
  - Lippe
- Haard (bis 156,9 m)
- Vestischer Höhenrücken (bis 114 m)
- Halde Hoheward (152,5 m)
  - Emscher und Rhein-Herne-Kanal
- Castroper Höhen (bis gut 130 m, an der Halde Schwerin 151 m)
- Stockumer Höhe (bis 177,1 m) bei Stockum

### Die Westfälische Bucht im weitesten bzw. glazialen Sinne

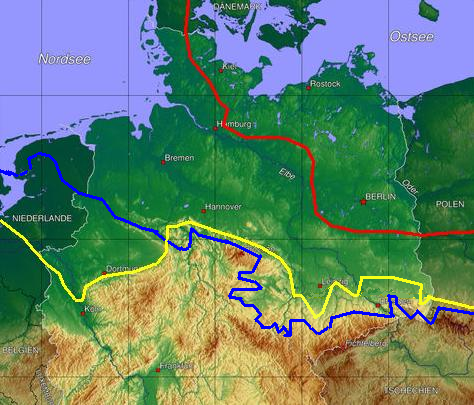
Schematische Darstellung der jeweils maximalen Gletschervorstöße der drei letzten Kaltzeiten im norddeutschen Tiefland:
Eisrandlage der Weichsel-Kaltzeit
Eisrandlage der Saale-Kaltzeit
Eisrandlage der Elster-Kaltzeit

In der Elster-Kaltzeit, der ältesten der Kaltzeiten, war das Norddeutsche Tiefland vergletschert, die Westfälische Bucht jedoch nicht. Erst in der Saale-Kaltzeit erreichten die Gletscher die komplette Bucht, in deren Drenthe-Stadium blieb sie allerdings unvergletschert. In diesem bildete die sich nordwestlich ans Wiehengebirge anschließende Ankumer Höhe (bis 142 m) zusammen mit den ihr im Osten spiegelbildlich gegenüberstehenden Dammer Bergen (bis 146 m) und der sie nach Westen verlängernden Lingener Höhe (bis 91 m) eine Eisrandlage (Endmoräne). In der über längere Zeit stabilen, fast maximalen Ausdehnung der Saale-Kaltzeit breitete sich hingegen das Eis bis in die komplette Bucht und westlich davon bis zu den Endmoränen der Veluwe (bis 110 m) westlich Apeldoorns im Westen und des Niederrheinischen Höhenzugs zwischen Nijmegen und Krefeld im Südwesten aus. Die Differenz beider Eisrandlagen definiert eine Westfälische Bucht „im weiteren Sinne“, die zu etwa einem Drittel ihrer Fläche in den Niederlanden liegt.
Während in der Abgrenzung der Bucht „im engsten Sinne“ die Verriegelungslinie senkrecht zu den scharfen Randhöhenzügen verläuft, wird durch Höhenzüge, die das dem Teutoburger Wald nordöstlich parallele Wiehengebirge nach Nordwesten, dann nach Westen verlängern, eine deutlich größere, aber nach Nordwesten deutlich unschärfer abgegrenzte Bucht definiert. Nordöstlich von Rheine schließt sich zunächst eine flachwellige Landschaft an, die erst durch die Ankumer Höhe verriegelt wird, auf die Westen weitere Höhenzüge folgen:
- Ankumer Höhe (bis 142 m); Endmoräne des Drenthe-Stadiums
- Lingener Höhe (bis 91 m); gleiche Endmoräne
  - Ems mit Lingen
- Mühlenberg (49 m)
  - Süd-Nord-Kanal
  - Vechte und Dinkel (Vechte)|Dinkel mit Neuenhaus
- Itterbecker Heide (am Weißen Berg im Osten, nordwestlich Uelsens, bis ca. 78 m); Endmoräne der Elster-Kaltzeit
  - Regge
- Archemerberg (77,9 m); zusammen mit den sich südlich anschließenden Höhen (Grote Koningsbelt: 75,5 m, Nationalpark Sallandse Heuvelrug; Lochemse Berg: 49,2 m) Endmoräne eines Zwischenstandes der Saale-Kaltzeit
  - IJssel mit Zwolle
- Veluwe (bis 110 m), Apeldoorn am Ostrand; stabile, fast maximale Randlage der Saale-Kaltzeit
  - IJssel mit Arnheim
  - Waal mit Nijmegen
- Niederrheinischer Höhenzug (in NL bis um 100 m, am Klever Berg 106,8 m; stabile, fast maximale Randlage der Saale-Kaltzeit
  - Rhein bei Duisburg

Zum westlichen Norden hin ist die erweiterte Westfälische Bucht nur lückenhaft verriegelt, zum nördlichen Westen hin durch die Veluwe aber ohne nennenswerte Unterbrechungen, nach Südwesten an den Niederrheinischen Höhen mit leichten Lücken.